# Jeans (singolo)
Jeans è un singolo del gruppo musicale italiano Tauro Boys e degli Psicologi, pubblicato il 14 aprile 2021.

## Tracce
1. Jeans – 2:46